# Castello di Kreuzen
Il castello di Kreuzen (in tedesco Schloss Kreuzen) si trova nell'omonima località del comune austriaco di Paternion nel Distretto di Villach-Land, Land della Carinzia. È stato costruito attorno al XVI secolo.

## Storia

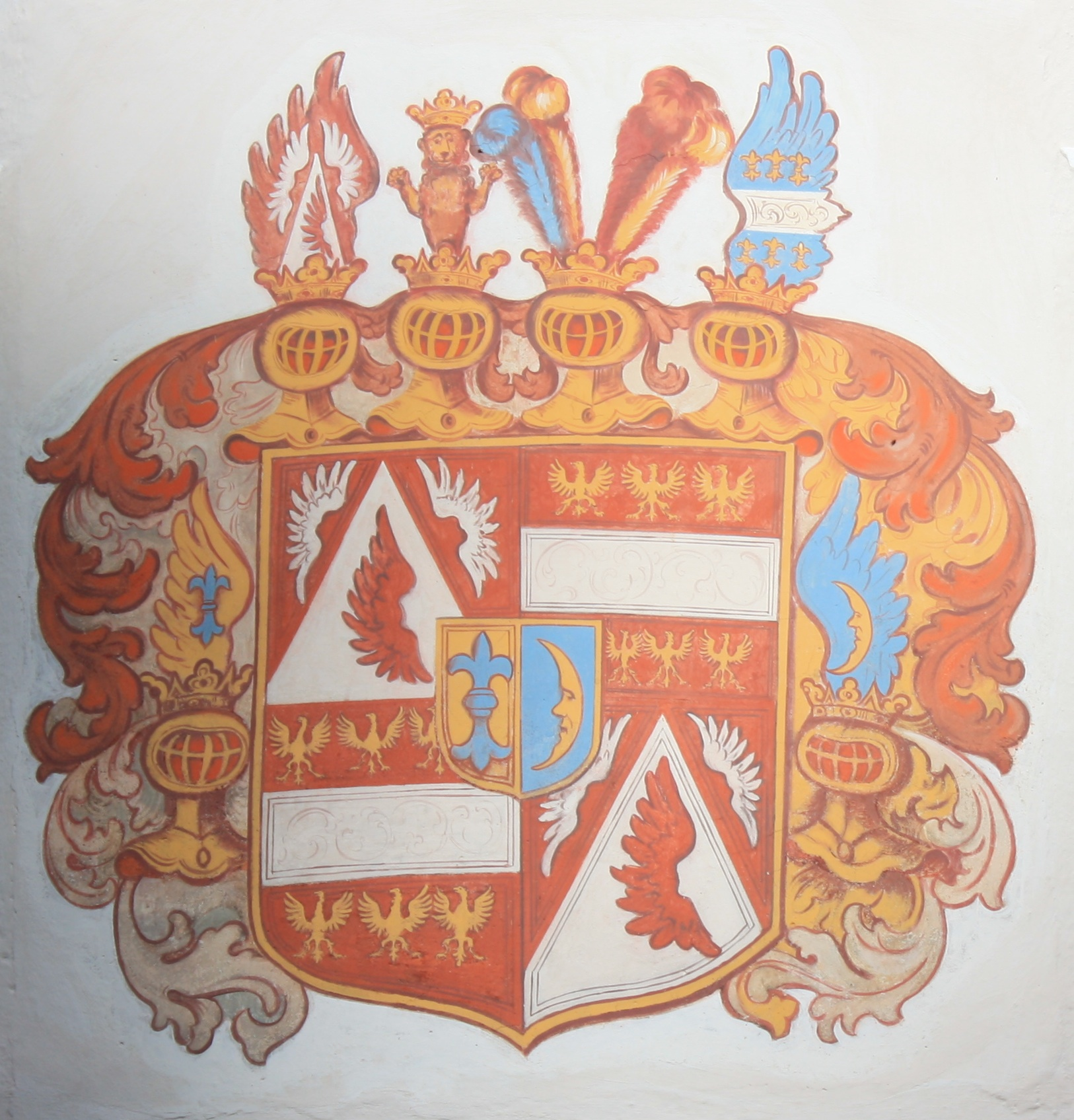
Stemma nobiliare della famiglia Widmann posto sulla torre sud-ovest del castello e visibile dalla strada

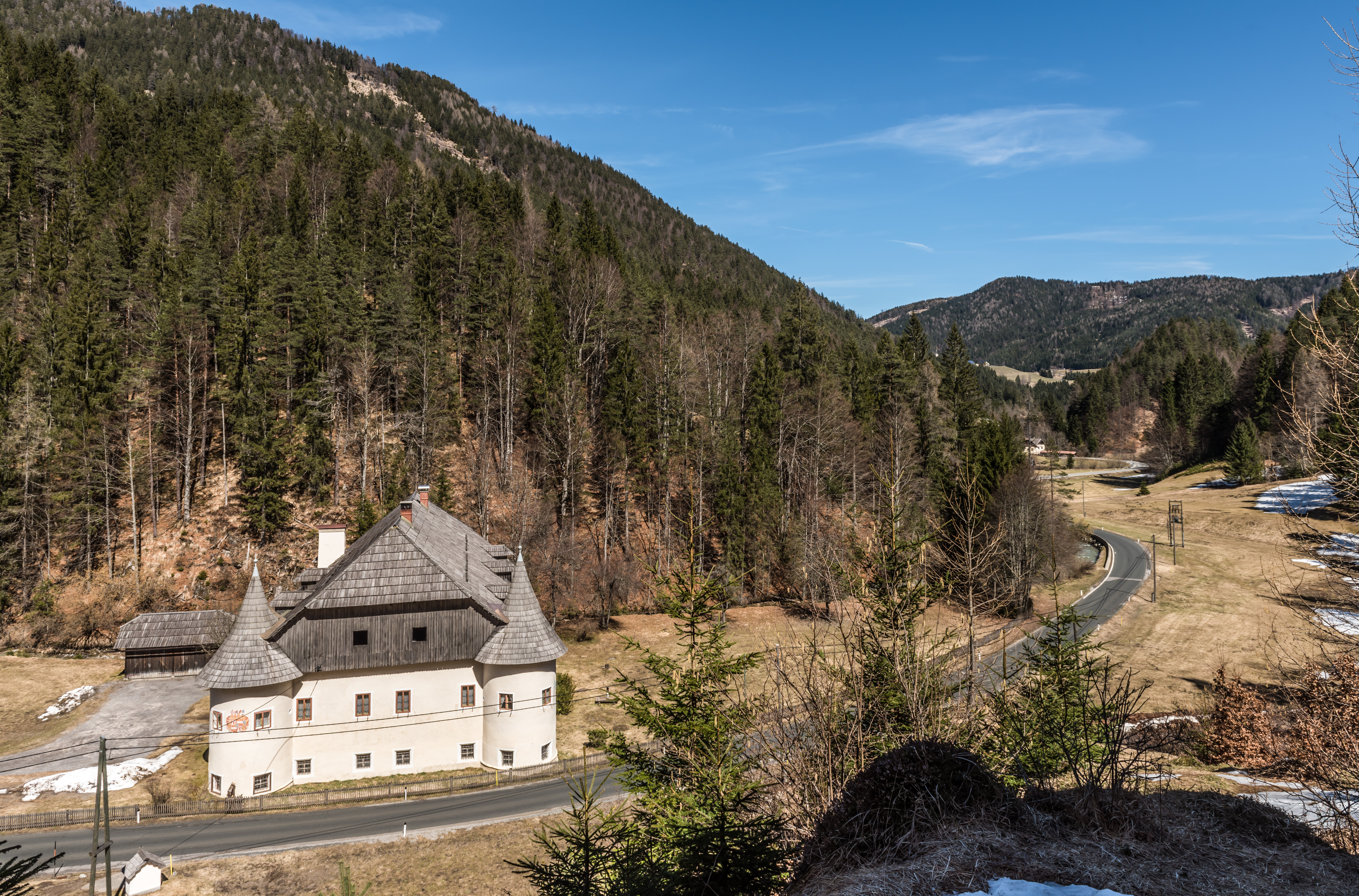
Castello visto dall'altura vicina

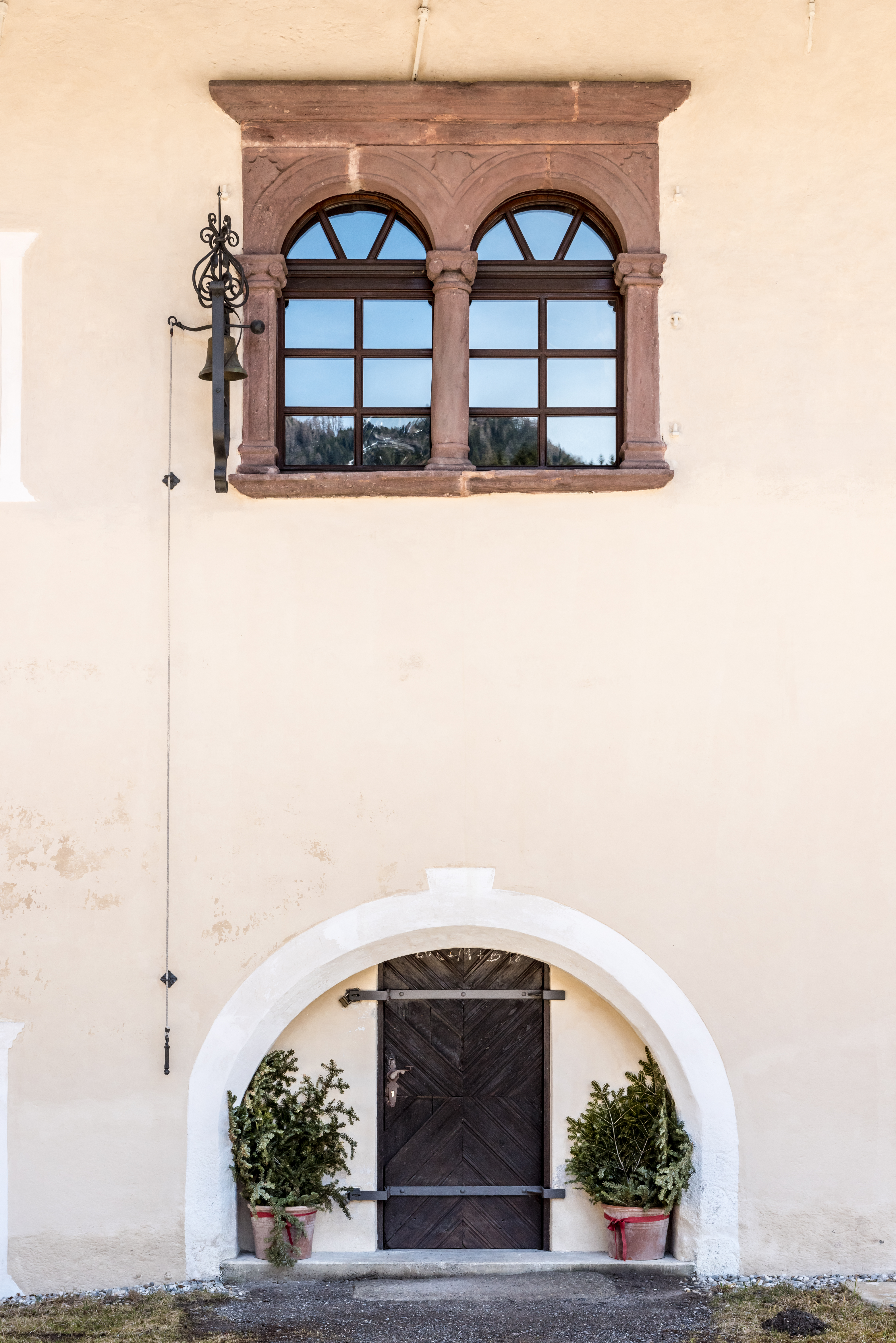
Portale sormontato in asse dalla finestra a bifora sulla facciata del castello di Kreuzen

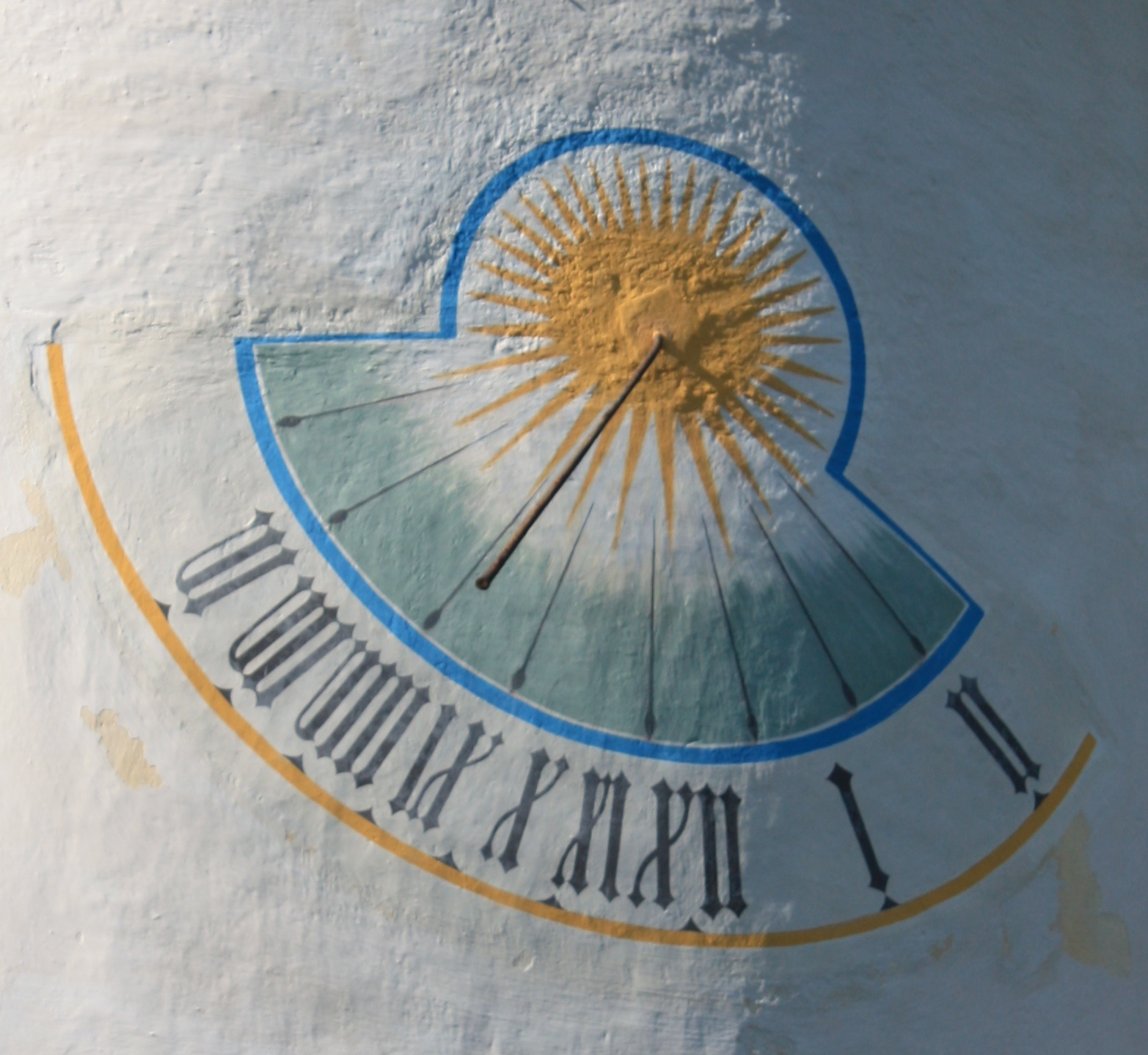
Meridiana sulla torre angolare a sud-est

La località di Kreuzen era un importante centro per l'estrazione dell'argento, del piombo e del ferro nella zona tra i fiumi Drava e Gail. La prima costruzione risale al XVI secolo quando fu utilizzata come sede per le attività minerarie e in seguito venne ampliata nel 1591 dai nuovi proprietari, i Khevenhüller, per trasformarla in residenza di caccia in un periodo nel quale nella zona era molto praticata la caccia all'orso, abituale anche secoli dopo. L'allora custode della tenuta riferì che tra il 1710 e il 1734 vennero abbattuti nel territorio circa 25 orsi e 6 lupi. Accanto al castello era attivo un mulino a martelli legato all'attività mineraria e nel 1610 Barthelmä Khevenhüller fu uno dei primi in Europa a iniziare la produzione di banda stagnata. Durante il periodo della Controriforma, poiché i Khevenhüller erano protestanti, questi vennero espulsi e la proprietà del castello nel 1629 passò alla famiglia Widmann in seguito conti di Ortenburg (elevati al rango di baroni nel 1640). Il castello, dopo vari passaggi di proprietà, è entrato tra i beni della famiglia Widmann-Foscari-Rezzonico che nel comune già possiedono il castello di Paternion.

## Descrizione
Il castello si trova a Kreuzen, località del comune austriaco di Paternion nel Distretto di Villach-Land, Land della Carinzia. Si tratta di un maestoso edificio rinascimentale a 2 piani costruito su una pianta rettangolare con due torri angolari rotonde dai tetti conici curvi agli angoli sud-est e sud-ovest rivolti verso la strada. Sulla torre sud-ovest è conservato lo stemma dipinto della famiglia Widmann come conti von Ortenburg mentre su quella sud-est si trova la meridiana. Di particolare interesse sono le finestre a bifora in pietra calcarea rossa sulla facciata ovest e le due su quella est con colonna centrale ionica e lesene laterali, inoltre i davanzali e i cornicioni profilati terminali. Il tetto a padiglione del castello è ricoperto di scandole di legno. Il castello appartiene alla famiglia Widmann-Foscari-Rezzonico e non è accessibile alle visite.

### Bene architettonico tutelato
Il castello di Kreuzen è stato posto sotto tutela dei monumenti da parte della Repubblica austriaca col numero 34702.